# Hoskote, Chikmagalur
Hoskote là một làng thuộc tehsil Chikmagalur, huyện Chikmagalur, bang Karnataka, Ấn Độ.